# Sicista strandi
Sicista strandi е вид бозайник от семейство Тушканчикови (Dipodidae).

## Разпространение
Видът е разпространен в Русия и Украйна.